# Maurizio Sciarra
Maurizio Sciarra (Bari, 15 aprile 1955) è un regista cinematografico italiano.

## Biografia
Studia Giurisprudenza all'Università degli Studi di Bari, non concludendo gli studi. Dopo un lungo periodo in cui ha lavorato come aiuto regista in molti film (particolarmente importante la più che decennale collaborazione con Luigi Comencini), realizza il suo primo lungometraggio nel 1997, La stanza dello Scirocco con Giancarlo Giannini e Tiziana Lodato. Il film vince diversi festival internazionali, tra cui il primo premio ad Annecy Cinéma Italien 98, la Palmera de plata al Festival del cinema del Mediterraneo di Valencia, il Nastro d'argento a Giancarlo Giannini per la migliore interpretazione maschile e a Eugenio Bennato per la migliore colonna sonora.
Del 2001 il suo secondo lungometraggio Alla rivoluzione sulla due cavalli, con Adriano Giannini, Andoni Gracia e Gwenaelle Simon, vince il Pardo d'oro al Locarno Film Festival, il Pardo di bronzo per l'interpretazione di Andoni Gracia, una Menzione speciale della CICAE e il premio speciale della Giuria Giovani.
Del 2006 il film Quale amore tratto dal romanzo di Lev Tolstoj Sonata a Kreutzer, con Giorgio Pasotti e Vanessa Incontrada. Il film è al Festival di Locarno, sezione "Piazza Grande". Viene visto da 8000 persone e risulta il film più visto nella rassegna internazionale. Il film è in concorso al Tokyo International Film Festival, unico rappresentante italiano. Nel giugno 2007 partecipa al Shanghai International Film Festival e a febbraio 2008 al Festival International du Film d'Amour di Mons, nella sezione Panorama italiano. Nel 2009 è invitato al Festival di Rabat.
Ha realizzato numerosi documentari, tra cui Chi ruba donne (2001) sui Cantori di Carpino, una delle poche apparizioni in video di Andrea Sacco, Fausto Coppi e la Dama Bianca: un amore controcorrente (2004) sulla storia d'amore di Fausto Coppi e Giulia Occhini, In viaggio con i pupi (2008) con Mimmo Cuticchio, Chi è di scena. Il Petruzzelli torna a vivere (2009), Sull'orlo della gloria. La vita e le opere di Pino Pascali, (2016) sull'artista Pino Pascali, Piersanti Mattarella (2017), documentario della serie “In nome del popolo italiano” in onda su Rai 1, Transatlantico Rex. Nave n° 296 (2017) coprodotto da Cinecittà Luce.
Ha lavorato alla realizzazione del film Everlasting moments, basato su di una storia originale di Ni Zhen, sceneggiatore di Lanterne Rosse, prodotto da Urania Pictures e Joyful Pictures, una delle prime coproduzione Italia-Cina. Ma dopo la pandemia di COVID-19 il film non può essere più realizzato.
Lavora quindi al progetto Montessori Road per la creazione di un archivio audiovisivo sul Metodo Montessori nel mondo. Nel 2022 realizza, partendo da quella esperienza, il documentario Aiutami a fare da solo - L'idea Montessori prodotto da Le Talee di Agnese Fontana e Rosario Di Girolamo, coprodotto da Cinecittà Luce con Rai Doc, andato in onda su Rai3.
Nel 2022 inizia la realizzazione del film documentario Il ritorno di Maciste, prodotto da La Sarraz Pictures, sulla figura di Bartolomeo Pagano, primo Maciste della storia del cinema italiano, personaggio creato da Gabriele D'Annunzio per il film Cabiria (1916) di Giovanni Pastrone. Il film nel 2023 è al Festa del Cinema di Roma e nel 2024 evento speciale al Bif&st. Nei panni di un redivivo Maciste, il campione olimpionico Giuseppe Abbagnale, uscito da una proiezione di Cabiria, trova in Steve Della Casa il Virgilio che lo accompagnerà nella riscoperta del suo passato: da camallo del Porto di Genova e supereroe internazionale.
Del 2024 E tu slegalo! prodotto da Le Talee di Agnese Fontana e Rosario Di Girolamo, e Agherose di Dorino Minigutti e Anna Di Toma . Per il centenario di Franco Basaglia, un documentario per Rai Doc sulle idee dello psichiatra che fece chiudere i manicomi con la legge 180. In onda nel 2024 su Rai3, al Bif&st nella Sezione documentari.
Da agosto 2006 a giugno 2008 è stato membro del consiglio di amministrazione dell'Istituto Luce. Da giugno 2012 a settembre 2017 è stato membro del Comitato Esecutivo di FERA, l'associazione europei dei registi cinematografici. Dal febbraio 2015 al febbraio 2019 è stato presidente della Apulia Film Commission. È tra i fondatori delle Giornate degli Autori, sezione del Festival di Venezia.

## Filmografia
- La stanza dello scirocco (1998)
- Alla rivoluzione sulla due cavalli (2001)
- Quale amore (2006)
- Coppi e la dama bianca. Un amore controcorrente, documentario (2004)
- Sull'orlo della gloria. La vita e le opere di Pino Pascali - docufilm (2016)
- Transatlantico Rex. Nave n°296, docufilm (2017)
- Nel nome del popolo italiano - Piersanti Mattarella - docufilm (2017)
- Aiutami a fare da solo - L'idea Montessori - docufilm (2022)
- Il ritorno di Maciste - docufilm (2023)